# Гюльбахар-хатун (мать Баязида II)
Гюльбаха́р-хату́н (тур. Gülbahar Hatun) или Гюльбаха́р Валиде́-султа́н (тур. Gülbahar Valide Sultan; ум. до 1492) — наложница османского султана Мехмеда II, мать султана Баязида II, Гевхер-хатун и ещё одной дочери.

## Биография

### Происхождение
Единого мнения у историков о происхождении Гюльбахар нет. Хит Лоури называет Гюльбахар понтийской гречанкой из Трабзона, а Феридун Эмеджен, автор статьи о Гюльбахар в «Исламской энциклопедии», — албанкой, сербкой или француженкой. Франц Бабингер в своей книге «Мехмед Завоеватель и его времена» называет мать Баязида II «Гюльбахар бинт Абдулла», что благодаря турецкой легенде трансформировалось в «дочь французского короля»; в действительности, по версии Бабингера, Гюльбахар была рабыней-христианкой из Албании. Энтони Алдерсон указывает два варианта происхождения Гюльбахар: она была либо турчанкой, либо (ссылаясь на книгу Бабингера «Ислам») низкородной славянкой.

### Жена и мать султанов
Гюльбахар вошла в гарем в 1446 году — в период между двумя правлениями Мехмеда II. В январе 1448 года (по другим данным — в декабре 1447) Гюльбахар родила своего первого ребёнка — сына Баязида. Ребёнок родился в крепости Диметоки, где Мехмед II, вероятно, готовился к отправке в Албанскую экспедицию, однако после рождения сына летом того же года он, по приказу своего отца султана Мурада II, отбыл, по разным данным, в Манису или Эдирне. Затем, Мехмед участвовал в войнах в Албании и Косово; Гюльбахар вместе с сыном в это время оставалась в укреплённой Диметоке. В конце лета — начале осени 1449 года умерла мать Мехмеда, Хюма-хатун, и Гюльбахар, как мать старшего шехзаде, стала главной женщиной в гареме Мехмеда.
Гюльбахар вместе с сыном сопровождала Мехмеда II, когда он в конце 1449 — начале 1450 года в Эдирне заключил династический союз с дочерью правителя бейлика Зулькадар Сулайман-бега — Ситтишах-хатун. Сразу после завершения торжеств Мехмед отбыл с жёнами и детьми в Манису. Хотя Ситтишах была знатного происхождения, она не угрожала положению Гюльбахар: невеста была выбрана против воли жениха, брак их не был счастливым, и когда Мехмед II перевёз свой двор и семью в завоёванный им Константинополь, Ситтишах осталась в Эдирне.
Весной 1450 года Мехмед II сблизился с отцом и по его просьбе перевёз свой двор из Манисы в Эдирне. Летом отец и сын отправились в военный поход. В следующем году умер султан Мурад II и Мехмед во второй раз взошёл на османский трон. В 1453 году Мехмед завоевал Константинополь и вскоре перевёз туда свой двор. О жизни Гюльбахар в Константинополе никаких данных нет, однако известно, что её сын в это время оставался в Эдирне. Помимо Баязида у Гюльбахар было также две дочери; обе они, вероятно, родились до 1455 года, поскольку в этот год (или в 1456 году) Баязид был назначен санджакбеем Амасьи, и Гюльбахар, по традиции, сопровождала сына. В 1457 году Баязиду в Эдирне было сделано обрезание; традиционно, церемония сопровождалось большими празднованиями, организация которых была поручена Гюльбахар.
После обрезания Баязид с матерью отбыл обратно в Амасью, где оставался до смерти отца. В 1461 году Мехмед II даровал матери своего наследника несколько деревень близ Амасьи для обеспечения её дохода и занятий благотворительностью — вакфы Гюльбахар действовали в Токате и Амасье. В ноябре 1479 года Мехмед II в целях экономии собирался забрать подаренные деревни назад, однако неизвестно, исполнил ли он задуманное. В это же время, оппозиционеры из центральной части империи стали стекаться ко двору Баязида и Гюльбахар в Амасье.
Баязид II стал султаном в 1481 году после смерти отца. Вместе с матерью он прибыл в Константинополь, где даровал ей титул, аналогичный появившемуся позднее титулу валиде-султан. Влияние Гюльбахар стало постепенно расти, она даже стала вмешиваться в государственные дела. Об этом свидетельствуют два сохранившихся письма Баязида к матери, которые также указывают на то, что сам султан поощрял действия матери.
Гюльбахар прожила около десяти лет после восшествия сына на престол. Она умерла в Константинополе до 1492 года и была похоронена в собственном тюрбе в мечети Фатих, расположенном напротив мавзолея её супруга. В 1766 году усыпальница Гюльбахар была разрушена, однако в следующие два года была восстановлена. В память о матери в Токате Баязид построил мечеть Хатуние.

### Потомство
Достоверно известно о трёх детях Гюльбахар: Баязиде II (1447/1448 — 1512), Гевхер-хатун (вероятно до 1455 — после 1477) и ещё одной дочери, чьё имя неизвестно. Также, сыном Гюльбахар мог быть шехзаде Мустафа (1450/1451 — 1474) — любимый сын Мехмеда II; о его матери достоверных данных нет, кроме того, что шехзаде умер при её жизни. Франц Бабингер предполагает, что его матерью могла быть как сама Гюльбахар, так и Гюльшах-хатун, предположительно умершая также в 1474 году и похороненная в собственном тюрбе в Бурсе. Энтони Алдерсон называет матерью Мустафы Гюльшах.
Некоторые историки, к примеру Явуз Бахадыроглу, называет матерью Баязида II другую жену Мехмеда II — Ситтишах-хатун, дочь правителя бейлика Зулькадар Сулайман-бега. Эта версия маловероятна. Феридун Эмеджен в статье о Гюльбахар в «Исламской энциклопедии» указывает датой заключения династического брака между Мехмедом II и Ситтишах 1450 год, таким образом, Баязид, родившийся за два или три года до этого, не мог быть сыном Ситтишах. Алдерсон и Бабингер утверждают, что у Ситтишах не было сыновей и, вероятно, детей вообще. По разным данным Ситтишах умерла в 1467 или 1486 году; если Ситтишах умерла в 1486 году, маловероятно, чтобы Баязид, оказавшийся на троне в 1481 году, при живой матери даровал титул валиде другой жене отца.
Дочь Гюльбахар, Гевхер-хатун, в 1474 году была выдана замуж за Угурлу Мехмед-бея, принца из династии Аккоюнлу, который был сыном правителя Узун-Гасана. Предположительно в этом браке родился сын Мехмед-челеби; кроме того, сыном Гевхер и Мехмеда был Гёдек Ахмед, который был женат на племяннице Гевхер Айнишах-султан, дочери султана Баязида II.
О второй дочери Гюльбахар никаких точных данных нет. Возможно, её мужем был Синан-паша. Согласно  Й.Хаммеру, Саад-эд-дин сообщал, что бейлербей Анатолии, Синан-паша, был женат на сестре Баязида. Синан-паша известен тем, что перехватил гонца, отправленного к Джему Караманлы Мехмедом-пашой с вестью о смерти Мехмеда II.

## В культуре
- В турецком историческом фильме «Завоевание 1453» (2012) роль Гюльбахар исполнила Шахика Колдемир[21].
- В турецком историко-драматическом телесериале «Фатих[тур.]» (2013) роль Гюльбахар исполнила Седа Акман[22].